# Affracourt
Affracourt is een gemeente in het Franse departement Meurthe-et-Moselle (regio Grand Est) en telt 107 inwoners (2009). De plaats maakt deel uit van het arrondissement Nancy.

## Geografie
De oppervlakte van Affracourt bedraagt 5,6 km², de bevolkingsdichtheid is dus 19,1 inwoners per km².
De onderstaande kaart toont de ligging van Affracourt met de belangrijkste infrastructuur en aangrenzende gemeenten.

## Demografie
Onderstaande figuur toont het verloop van het inwonertal (bron: INSEE-tellingen).